# Edmond Bezik
Edmond Bezik, född 12 augusti 1975 i Teheran, Iran, är en iransk före detta fotbollsspelare, av armeniskt ursprung.
Klubbar han har varit i är Ararat Tehran och Persepolis Teheran. Han debuterade i landslaget mot Japan 1999 och spelade totalt sju landskamper. Bezik lade ner karriären som fotbollsspelare 2009.